# Murilo Krieger
Dom Murilo Sebastião Ramos Krieger, S.C.J. (Brusque, 19 de setembro de 1943) é um padre dehoniano e arcebispo católico brasileiro. É arcebispo emérito de São Salvador da Bahia.

## Formação
De ascendência paterna alemã e italiana e materna luso-açoriana, concluiu o ensino básico no Seminário da Congregação dos Sacerdotes do Sagrado Coração de Jesus, em Corupá (1956 a 1962). Estudou Filosofia em Brusque (1964 a 1965) e Teologia no Instituto Teológico SCJ, em Taubaté (1966 a 1969). Fez licenciatura em Letras (Português), na Faculdade de Filosofia Nossa Senhora Medianeira em São Paulo (1972). Frequentou cursos de espiritualidade em Universidades Pontifícias de Roma, em 1980.
Após um ano de noviciado, ingressou na Congregação dos Padres do Sagrado Coração de Jesus, professando os votos religiosos a 2 de fevereiro de 1964. A 7 de dezembro de 1969 foi ordenado sacerdote em Brusque, Santa Catarina. Foi pároco da Paróquia Sagrado Coração de Jesus, em Taubaté (1970).
De 1971 a 1973 dedicou-se ao Movimento Shalom, que ajudara a fundar. De 1974 a 1979 foi Reitor do Instituto Teológico SCJ. De 1981 a 1985 foi superior provincial da Província Brasileira Meridional.
Em 1985, o papa João Paulo II o nomeou bispo auxiliar de Florianópolis, tendo sido ordenado bispo em sua cidade natal, no dia 28 de abril de 1985. Em 1991 foi nomeado bispo de Ponta Grossa, tomando posse dia 22 de junho desse mesmo ano. Seu lema episcopal é: Deus caritas est (Deus é amor – 1 Jo 4,16).
Em 1997 o Papa João Paulo II o nomeou arcebispo de Maringá e em 2002, tornou-se arcebispo  de Florianópolis. Aos 12 de janeiro de 2011, o Papa Bento XVI o nomeou arcebispo de São Salvador da Bahia. Tomou posse no dia 25 de março desse mesmo ano.
Aos 25 de junho de 2011 teve seu nome divulgado como membro da Comissão Episcopal Pastoral para a Doutrina da Fé e Presidente da Comissão Episcopal Pastoral para a Campanha para a Evangelização da CNBB.
No dia 20 de abril de 2015 foi eleito vice-presidente da Conferência Nacional dos Bispos do Brasil.

## Chegada  a Salvador
No dia 22 de março de 2011, D. Murilo foi recebido no aeroporto de Salvador, onde pessoas de muitos matizes e movimentos católicos estiveram presentes. No dia 25 de março, tomou posse como arcebispo de Salvador na Catedral-Basílica.

## Ordenações
Dom Murilo foi o ordenante principal da ordenação presbiterial de:
- Mário Spaki (2003)

Dom Murilo foi o ordenante principal dos seguintes Bispos: 
- Vicente Costa (1998)
- Francisco Carlos Bach (2005)
- José Negri, PIME (2006)
- José Valmor César Teixeira, S.D.B. (2009)
- Vilson Basso, S.C.I. (2010)
- Marek Marian Piatek, C.Ss.R. (2011)

Foi um dos co-consagrantes dos seguintes bispos:
- Vito Schlickmann (1995)
- Vital Chitolina, S.C.I. (1998)
- Mauro Aparecido dos Santos † (1998)
- Antônio Wagner da Silva, S.C.I. (2000)
- Gilson Andrade da Silva (2011)
- Giovanni Crippa, I.M.C. (2012)
- Estevam dos Santos Silva Filho (2014)
- Luiz Gonçalves Knupp (2015)
- Hélio Pereira dos Santos (2016)
- Bruno Elizeu Versari (2017)
- Ronilton Souza de Araújo, S.C.I. (2023)

## Livros publicados
- Shalom, a Paz ao Alcance da Juventude
- Deixa Meu Povo Ir (1988)
- Peregrinos do Reino-Cidadãos do Mundo (Ed. Santuário)
- Apascenta Minhas Ovelhas (Ed. Santuário)
- Alegre-se: Deus é Amor! (Loyola)
- O Primeiro, o Último, o Único Natal (Loyola)
- Com Maria, a mãe de Jesus (Paulinas)
- Um mês com maria (Paulinas)
- Maria na Piedade Popular (Paulus)
- Os meios de Comunicação a Serviço da Igreja (Canção Nova)

Escreve mensalmente para as revistas Mensageiro do Coração de Jesus (São Paulo-SP), Brasil Cristão (Valinhos-SP) e para o Jornal da Arquidiocese (Florianópolis-SC).